# روبرت كاغان
روبرت كاغان (بالإنجليزية: Robert Kagan)‏ هو مؤرخ وكاتب أمريكي، ولد في 26 سبتمبر 1958 في أثينا في اليونان.

## وصلات خارجية
- روبرت كاغان على موقع IMDb (الإنجليزية)
- روبرت كاغان على موقع الموسوعة البريطانية (الإنجليزية)
- روبرت كاغان على موقع مونزينجر (الألمانية)
- روبرت كاغان على موقع إن إن دي بي (الإنجليزية)